# 아제르바이잔 공산당
아제르바이잔 공산당(아제르바이잔어: Azərbaycan Kommunist Partiyası; 러시아어: Коммунистическая партия Азербайджана)은 아제르바이잔 소비에트 사회주의 공화국의 집권 정당으로, 사실상 소련 공산당의 분파였다.

## 역사
1920년 2월 20일 허밋, 페르시아 공산당, 아흐라르당, 바쿠 볼셰비키가 연합하여 아제르바이잔 공산당을 창당했다. 같은 해 4월 1일, 아제르바이잔 민주공화국의 제5차 내각은 아제르바이잔 공산당에 모든 권한을 부여했다. 1991년 9월 14일까지 아제르바이잔 소비에트 사회주의 공화국을 통치하였다. 그럼에도 불구하고, 이전의 지도자들과 공산주의자들의 구성원들은 가족 및 후원에 기반한 정치 체계에서 역할을 계속했다. 아제르바이잔 공산당은 1990년 9월 30일과 10월 14일에 실시된 아제르바이잔의 첫 다당제 선거에서 360석 중 280석을 얻어 승리했다.

## 회원
아제르바이잔 공산당은 창당 당시 약 4,000명의 당원을 보유하고 있었다.
1921년에 아제르바이잔 공산당는 9,522명의 회원을 가지고 있었고 5,254명의 회원을 가지고 있었다. 그 당에는 620명의 여성이 있었다. 1924년 1월 1일 현재, 공산주의자의 30.4%가 노동자였고, 28.2%는 농부였으며, 41.4%는 다른 사람들이었다. 초창기에는 56.8%의 당원과 후보들이 농촌 지역에 거주했다. 1921년, 아제르바이잔의 튀르키예인 비율은 42.2%였고, 1921년에는 586명이었다.